# Norton Commando
La Norton Commando venne presentata per la prima volta al Salone di Londra del 1967, e venne prodotta dal 1968 al 1977.
Per lungo tempo è stata l'ultima motocicletta a motore alternativo della casa britannica, che in seguito fu nota per impiegare il birotore Wankel.

## Origini
Nel 1967 le vendite del modello di punta della Norton, la Atlas, stentavano a decollare, sia per il prezzo eccessivo, sia per le notevoli vibrazioni del motore che pregiudicavano l'affidabilità meccanica e provocavano forti disagi al pilota. Era stato realizzato un prototipo di motore più moderno con l'albero a camme in testa, ma la Norton non aveva i fondi per metterlo in produzione, così si decise di lavorare sul motore già esistente, un bicilindrico parallelo da 745 cm³ con distribuzione ad aste e bilancieri, con due valvole per cilindro. Questo motore derivava direttamente dal Model 7 del 1948, un biclindrico da 497 cm³ che, con aumenti progressivi di cilindrata, aveva equipaggiato i maggiori modelli Norton fino alla Commando: unica differenza i cilindri, inclinati in avanti anziché verticali. All'inizio la cilindrata rimase inalterata, ma si aumentarono potenza e coppia. Il problema delle vibrazioni venne risolto, almeno per quanto riguarda i disagi del pilota, con il sistema Isolastic, cioè con l'inserimento di distanziatori in gomma tra il gruppo motore/trasmissione/scarico/forcellone e il telaio.

## Commando 750

### LaFastback

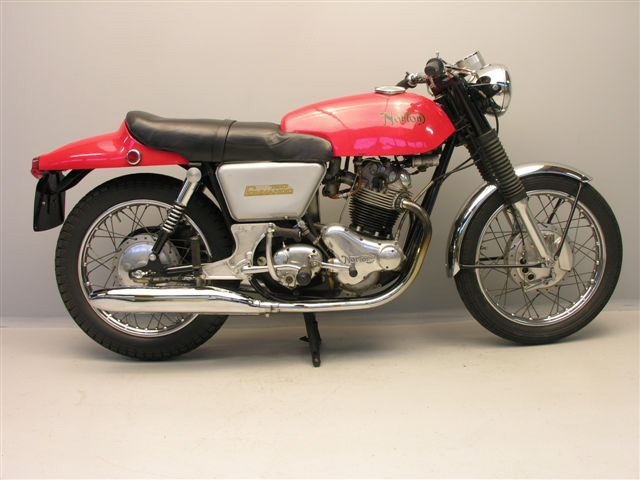
La Norton Commando Fastback del 1969

Il primo prototipo della Commando venne realizzato nel 1967. Ma se le prestazioni del motore e il comfort offerto dal sistema Isolastic erano soddisfacenti, il disegno parve immediatamente datato. La casa corse subito a ripari, e prima di mettere la Commando in produzione, affidò al pubblicitario Wolf Ohlins il compito di ridisegnare la linea della moto. Nel modello definitivo le modifiche estetiche furono notevoli. La sella interrompeva il serbatoio, quasi incuneandosi in esso. Il codino si estendeva molto all'indietro, rendendo la linea slanciata. Da ciò nacque nel 1969 il nome Fastback, letteralmente coda veloce, che in termini automobilistici definiva un veicolo a coda spiovente, proprio come quello della Commando. La Fastback montava il 750 cm³, che erogava 58 CV a 6800 giri. Il cambio era a 4 marce e separato dal blocco motore. Nel settembre del 1970 la moto subì alcune modifiche, tra cui leve del manubrio ridefinite e l'aggiunta di un copricatena. Nel 1972 adottò il più potente ma meno affidabile motore Combat. Nell'ultimo periodo di produzione, da novembre 1972 a metà 1973, furono adottati nuovi cuscinetti a sfera per le bielle, nuovi alberi camme e il rapporto di compressione scese a 9,4:1.

#### Varianti
- Fastback Long Range: Lanciata nel luglio 1971, le uniche differenze erano il serbatoio portato da 15 a 18 litri e la sella, che non andava più a modificare la linea del serbatoio.
- Production Racer: Nel 1970 vennero prodotti pochissimi esemplari di una versione speciale della Fastback, la Production Racer. Il motore era stato potenziato (disponeva di 66-67 CV, contro i 60 della "Fastback"), all'anteriore montava un freno a disco. Le modifiche estetiche comprendevano il terminale di scarico leggermente rialzato, un cupolino e una tabella porta numero sul codino. In opzione si poteva avere l'accensione elettronica e un cambio a cinque rapporti. Venne prodotta solo in colorazione giallo.

### LaRoadster
Nel 1970 la Fastback viene affiancata dalla Roadster, la cui prima serie ricalcava le forme della S-type, destinata al mercato USA; l'unica differenza erano i collettori di scarico ribassati e il terminale a cono.  Nel 1972 arriva il motore Combat, la cui potenza — grazie a diverse modifiche fra cui il rapporto di compressione portato a 10,1:1 — sale a 65 CV erogati a circa 6500 giri. Tuttavia questo aumento di prestazioni portò con sé una maggiore fragilità meccanica, e i volumi di vendita ne risentirono, soprattutto a vantaggio delle dirette concorrenti giapponesi. Il problema venne in parte risolto solo con l'entrata in produzione della 850.

### LaInterstate

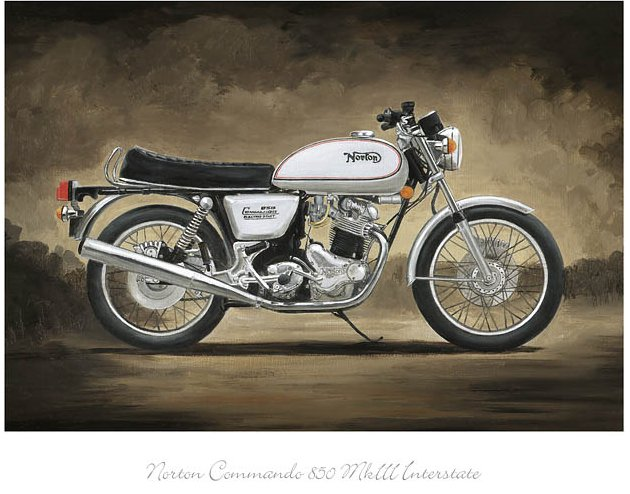
La Commando Interstate 850

Presentata nel gennaio 1972, la Interstate era una versione della Commando modificata per adattarla ai lunghi viaggi. Pensata soprattutto per il mercato americano, in cui era alta la richiesta di moto ad alte prestazioni ma contemporaneamente adatte alle lunghe percorrenze. Il motore era il 750 nella versione Combat.
Il serbatoio aveva una capienza di 25 litri, nelle prime serie era in fibra di vetro ma venne poi sostituito da uno in acciaio di uguale capienza. Erano disponibili su richiesta anche delle borse laterali.

## Commando 850
Nel 1973, per risolvere i problemi di affidabilità, si decise di portare la cilindrata del motore da 745 a 828 cm³ maggiorando l'alesaggio. Nonostante l'aumento di cilindrata, la potenza scese a 51 CV, ma diminuì lo stress alle parti meccaniche, risolvendo il problema della scarsa affidabilità dei modelli precedenti.
Il nuovo motore venne adottato dalla Roadster e dalla Interstate, ma non dalla Fastback, la cui produzione cessò quello stesso anno.
Nel 1975 tutta la gamma della Commando (nella variante Mark III) adottò l'avviamento elettrico e il cambio fu spostato sulla sinistra.
Gli ultimi esemplari di Commando uscirono dalla fabbrica nel 1977, quando la produzione ebbe termine a seguito delle difficoltà finanziarie della Norton.

## La Commando negli USA
La Norton decise subito di esportare la Commando anche negli Stati Uniti, e vennero create versioni apposite per questo mercato.

### S-type
La S-type, o "Scrambler", caratterizzata da una linea più convenzionale rispetto alla Fastback (il codino allungato sparì lasciando il posto a una sella più lunga) e con i collettori di scarico rialzati. Da questo modello nascerà la Roadster.

### SS-type
SS era l'acronimo di Street-Scrambler. Doveva essere una versione più estrema della S-Type e, rispetto a questo modello, la Norton apportò le seguenti modifiche:
- Serbatoio ridotto a soli 7 litri
- Attacco del parafango anteriore rialzato (come sulle moto da fuoristrada).
- Il fanale standard sostituito da uno più piccolo della Lucas.
- Aggiunta di una piastra parasassi alla base del telaio.
- Le fiancatine erano dipinte in nero.
- Manubrio rinforzato con una barra.
- Sella dalla linea "affilata".

Questa versione fu prodotta per soli 7 mesi, da marzo a ottobre 1971.

### Hi-Rider
Questa versione della Commando, commercializzata nei soli Stati Uniti, riprendeva lo stile chopper molto diffuso in quegli anni. Il manubrio era rialzato, con le manopole posizionate molto in alto rispetto alla posizione consueta, e la sella presentava uno schienale e un'alta maniglia cromata per il passeggero. Venne prodotta sia la versione 750, che adottava il serbatoio ridotto della SS-Type, sia la 850.

### Modifiche per l'omologazione
Le Commando importate, oltre ad avere una potenza minore (fatto dovuto alle modifiche per rispettare le già restrittive norme antinquinamento statunitensi), avevano alcune differenze necessarie per l'omologazione. Le maggiori erano l'inversione dei comandi ai pedali, per cui la leva del cambio era posta sulla destra mentre il comando del freno posteriore sulla sinistra, e lo stesso freno posteriore che divenne a disco. Dal 1975 queste specifiche furono estese a tutte le Commando, non solo più a quelle destinate al mercato americano, e tali specifiche rimasero fino alla fine della produzione.

## Impiego nella Polizia
La polizia britannica dimostrò un forte interesse per la Commando, e decise di ordinarne una versione speciale per l'impiego nelle forze dell'ordine. Questa versione, rinominata Interpol, montava il 750 cm³ potenziato, borse rigide e bauletto, fanaleria aggiuntiva e una radio.
Venne sostituita dalla Interpol 2, che adottava il motore Wankel a due rotori sviluppato di recente dalla Norton.